# Сервантес, Висенте
Висе́нте Серва́нтес Ме́ндо (исп. Vicente Cervantes Mendo; 1758—1829) — испанский ботаник, химик и аптекарь.

## Биография
Висенте Сервантес родился на территории провинции Саламанка 17 февраля 1758 года в семье Хосе Сервантеса и Агеды Мендо Гутьеррес. Учился в Мадриде, затем на протяжении нескольких лет работал в аптеке. Вскоре получил должность в Мадридском госпитале. В 1786 году получил степень по ботанике, в марте 1787 года был назначен профессором. По рекомендации К. Гомеса Ортеги Сервантес получил приглашение участвовать в ботанической экспедиции в Новую Испанию.
29 декабря 1786 года Сервантес женился на Каталине Перес. В июне 1787 года Висенте вместе с Каталиной отправились в Новую Испанию, в октябре прибыли в Мехико. Сервантес был первым преподавателем ботаники в Новой Испании, с 1788 по 1826 он работал в Ботаническом саду в Мехико.
После возвращения членов экспедиции в 1803 году в Мадрид Сервантес остался в Мехико, изучая флору региона. До 1809 года он работал в Госпитале святого Андрея в Мехико.
26 июля 1829 года Висенте Сервантес скончался.
Кроме ботаники Сервантес также занимался изучением химии. Он впервые перевёл на испанский язык работу А. Лавуазье Traité élémentaire de chimie.

## Роды растений, названные в честь В. Сервантеса
- Cervantesia Ruiz & Pav., 1794[2]